# Emil Martinov
Emil Martinov (tiếng Bulgaria: Емил Мартинов; sinh 18 tháng 3 năm 1992) là một cầu thủ bóng đá Bulgaria hiện tại thi đấu cho Slavia Sofia ở vị trí tiền vệ.